# Enítum
Enítum Sarrukín akkád király anyja. Sarrukín legendája szerint Laibumtól született gyermekét Azupiranu városában kitette a folyóra, és sorsára hagyta. E tettének konkrét oka nem olvasható a legendában. Az enītum szó feltehetőleg nem személynév, hanem egy máig nem lefordítható akkád kifejezés. Etimológiailag az enu (kitett, elcserélt gyermek) és/vagy az entum-papnői (főpapnő) tisztséggel (entu = egy pap) összekapcsolható. Ez esetben a papnői szüzesség ellen vétő anyáról lehet szó, aki fogadalma megszegésének bizonyítékát tüntette el ily módon. Feltehetően Inanna–Istár papnője volt, a főpapnői titulus későbbi rangemelés.
A folyóra tett gyermek legendája hosszú ideig tovább élt, hettita változata is létezik (Calpa-szöveg), és római változata közismert (Romulus és Remus története, ahol az ikrek anyja, Rhea Silvia történetesen papnő, mégpedig Vesta-szűz). Legismertebb változata azonban Mózes története.